# Grattachecca & Fichetto
Grattachecca & Fichetto sono due personaggi della serie animata I Simpson.
Il loro nome originale è Itchy & Scratchy, traducibile in Pruritino & Grattino (nomi con cui vengono chiamati in italiano esclusivamente nell'episodio Homer nello spazio profondo).
Tradotta in italiano, la sequenza dei nomi durante la sigla è invertita, dal momento che Itchy è Fichetto e Scratchy è Grattachecca.
Non fanno parte dell'universo "reale" de I Simpson, ma sono i due protagonisti del cartone animato preferito di tutti i giovani di Springfield, inclusi Bart e Lisa. Sono rispettivamente un gatto (Grattachecca) e un topo (Fichetto) che in ogni puntata cercano di uccidersi a vicenda, ed è Fichetto ad avere quasi sempre la meglio.

## Storia del cartone
Grattachecca è un gatto nero con un naso rosa, due piccoli denti sporgenti e la lingua sempre di fuori che gli dà un'espressione ottusa; Fichetto è un topo azzurro con il muso lungo e due denti incisivi sporgenti, e indossa una giacchetta arancione (in certe occasioni viola). Entrambi indossano anche un paio di guanti bianchi e parlano poco. In ogni puntata cercano di uccidersi a vicenda (ma spesso è il solo Fichetto a tentare di uccidere Grattachecca, che invece viene dipinto come ingenuo e bonario). Fichetto ha sempre la meglio e, grazie alla sua astuzia e al suo ingegno sadico, riesce ad uccidere Grattachecca in modi sempre inventivi e sanguinari. Pur morendo in ogni puntata, Grattachecca riappare vivo e vegeto nella successiva, pronto per essere trucidato di nuovo.
Il cartone va in onda all'interno dello spettacolo di Krusty il Clown, trasmissione per bambini, e anche per questo è molto seguito e amato da tutti i giovani di Springfield, in particolare da Bart e Lisa, che al termine di ogni puntata scoppiano in una fragorosa risata. Anche Homer, tuttavia, ne apprezza la crudele comicità e lo guarda volentieri, divertendosi sempre.
Anche i Simpson stessi hanno collaborato alla serie: Bart e Lisa come sceneggiatori di alcuni episodi, tra cui La piccola bottega del barbiere degli orrori (essendo minorenni, usarono nonno Abraham come prestanome).
Homer ha collaborato come doppiatore di un terzo personaggio, il cane Pucci (Poochie, nell'originale), creato da un gruppo di esperti creativi per ringiovanire lo show ed eliminato dopo appena due episodi a causa del crollo verticale degli ascolti. Apparso nell'ottava stagione de I Simpson nell'episodio Lo show di Grattachecca e Fichetto e Pucci (e poi saltuariamente sotto forma di gadget e in alcuni spot televisivi), doppiato da Homer, il personaggio era una sorta di cane hippie surfista che praticava il kung-fu. Pucci era stato creato con l'intento di risollevare gli ascolti in crisi dello show di Krusty.
Come rivelato nell'episodio Il giorno che morì la violenza, la creazione di Fichetto risale al 1919, per opera di un certo Chester J. Lampwick. Non è chiaro chi sia il creatore di Grattachecca; ad ogni modo, Roger Meyers Sr. commise un duplice plagio ai danni di Lampwick e si appropriò di entrambi i personaggi.
Nell'episodio Grattachecca & Fichetto: il film si scopre che la prima apparizione del gatto risale al 1928, nel noiosissimo cartone Quel gatto felice, di cui era protagonista unico:
sarebbe caduto nel dimenticatoio, se un anno dopo non fosse stato affiancato dal topo psicopatico Fichetto nel cartone Vaporetto Fichetto (parodia di Steamboat Willie).
Nonostante durante la seconda guerra mondiale Grattachecca e Fichetto fosse stato usato come mezzo di contropropaganda nazista, l'antisemita Roger Meyers, Sr., presumibile parodia di Walt Disney, era inizialmente un animatore molto amato dai bambini; avrebbe poi dato a vedere le sue inclinazioni, compromettendo la sua stessa reputazione, dirigendo un cartone intitolato Supermen nazisti sono nostri superiori. Contemporaneamente alle vicende de I Simpson, la casa di produzione da lui fondata è diretta dal figlio, Roger Meyers Jr.
L'estrema violenza della serie di Grattachecca & Fichetto attira più volte l'ostilità di Marge, che con caparbietà ne ottiene la temporanea sospensione nell'episodio Grattachecca, Fichetto e Marge. Marge, infatti, riesce a costringere i produttori a trasmettere, in luogo del solito spettacolo di violenza comica, un episodio nel quale i due sono amici devoti e fedeli che bevono tranquilli una limonata. Anche la sigla iniziale viene cambiata per l'occasione, con Grattachecca e Fichetto che si scambiano regali invece di bastonate. L'abituale brutalità dello show viene comunque ripristinata con efficacia dopo l'insuccesso dell'episodio intero dello show di Krusty (addirittura si vedono gli spettatori, tutti bambini, che se ne vanno).
Una sola volta Grattachecca ha avuto la meglio su Fichetto, ossia nell'episodio Homer va all'università, in cui, dopo averlo legato a un palo, gli infila dei candelotti di dinamite nelle orecchie e sotto le palpebre, lo cosparge di esplosivo al plastico, gli appende due granate alle orecchie, lo circonda di casse di TNT e nitroglicerina, e infine gli punta addosso due missili nucleari, per poi accendere la miccia e fuggire. Bart e Lisa assistono ansiosi alla scena attendendo che la miccia attivi le bombe, ma proprio sul più bello un nerd universitario ospitato a casa Simpson stacca la spina della televisione per usare il modem. Alla riaccensione del televisore, dovuta alle disperate proteste di Bart e Lisa, Krusty, ancora estasiato, stava già chiudendo l'episodio ribadendo il fatto che un evento simile non avrebbe mai potuto ripetersi e che della puntata non ci sarebbe mai stata una replica.
Nei pressi di Springfield esiste, ed è molto frequentato, il parco divertimenti Grattachecca e Fichettolandia, il cui tema caratteristico è ovviamente la violenza. Nell'episodio Grattachecca e Fichettolandia, in un chiaro riferimento al film Il mondo dei robot di Michael Crichton, i robot del parco impazziscono, costringendo la gente a scappare.
Nel IX special di Halloween, Bart e Lisa riescono addirittura a entrare nella TV di casa per vedere da vicino i loro eroi; sennonché, vedendoli ridere a crepapelle per il dolore di Grattachecca, il gatto e il topo si coalizzano contro di loro per ucciderli. Prima che sia troppo tardi, Homer riesce a tirarli fuori dall'apparecchio televisivo. Anche Grattachecca e Fichetto escono dal televisore, ma in dimensioni ridotte. Pertanto la famiglia decide di tenerli come animali da compagnia: Fichetto viene messo in una gabbia per criceti, e Grattachecca si innamora di Palla di neve II, e Marge quindi dice che sarà da castrare.
I due personaggi sono stati anche i protagonisti di una pellicola dal grande successo (chiamato semplicemente Grattachecca & Fichetto - Il film): Bart, a causa di una punizione inflittagli dal padre, è stato l'unico abitante di Springfield a perdersela. Solo all'età di cinquant'anni, ormai nominato giudice della Corte Suprema, Bart ottiene dal padre il permesso di assistere al tanto atteso show.

## Ispirazione dei personaggi
Nonostante le molte versioni discordanti al riguardo, gli autori de I Simpson hanno più volte ribadito che per la creazione di Grattachecca & Fichetto si sono ispirati alla serie animata Herman & Katnip. Il loro nome si ispira invece a quello di Pixie e Dixie, personaggi della serie Pixie, Dixie e Mr. Jinks. Inoltre, il cartone di Grattachecca & Fichetto rappresenta anche una sarcastica parodia splatter sia di Tom & Jerry che di Titti & Gatto Silvestro dei Looney Tunes. Pur non essendoci conferma ufficiale, il fumetto Squeak the Mouse dell'italiano Massimo Mattioli è ritenuto anch'esso da alcuni una fonte di ispirazione per i personaggi.

## Videogiochi correlati
- Itchy & Scratchy in Miniature Golf Madness
- The Itchy & Scratchy Game
- The Simpsons: Itchy & Scratchy Land
- LEGO Dimensions

## Curiosità
- Nella versione italiana della puntata Quando Ned Flanders fallì, la sigla di Grattachecca & Fichetto è stata tradotta invece di essere lasciata in inglese come negli altri episodi. Precisamente si sente Bart che dice il titolo italiano.
- In alcune puntate, come in Tale padre, tale clown, Grattachecca e Fichetto: il film e La facciata, i personaggi si invertono e quindi Grattachecca diventa il topo e Fichetto il gatto. Probabilmente questo è dovuto a un errore di doppiaggio, come in I Simpson - Il film. All'inizio del film, quando Fichetto diventa presidente, Grattachecca chiama il topo dicendo "Grattachecca! Grattachecca!".